# Paretroplus menarambo
Paretroplus menarambo é peixe em perigo crítico de extinção. Esta espécie de ciclídeos está ameaçada por espécies invasoras e pesca excessiva.
Ele foi anteriormente classificada como extinta na natureza pela IUCN, mas uma população remanescente foi recentemente descoberto no Lago Tseny.